# Ultrasaurus tabriensis
Ultrasaurus tabriensis es la única especie conocida del género dudoso extinto Ultrasaurus (lat. "ultra lagarto") de dinosaurio saurópodo que vivió en el período Cretácico, hace aproximadamente entre 110 y 100 millones de años, en el Albiense, en lo que es hoy Asia. Basado en un húmero y en una ulna parcial de la Formación Dogyedong en Kyongsang Pukdo, Corea del Sur, fue descrito por Haang Mook Kim en 1983. Este utilizó el nombre Ultrasaurus tabriensis, para la especie. Luego se vio que el saurópodo no era tan grande como lo pensado en un principio. 
El nombre Ultrasaurus ya había sido usado por Jim Jensen para un potencial dinosaurio del Jurásico Superior en un publicación no oficial. Kim publica el U. tabriensis antes que Jensen, por lo que el nombre le corresponde a su dinosaurio. Igualmente Jensen, luego lo publicó llamándolo Ultrasauros, pero resultó ser una quimera, donde aparecían mezclados huesos de varios dinosaurios, entre ellos el Supersaurus. El Ultrasaurus de Kim es actualmente clasificado como un nomen dubium. No existe suficiente información acerca del espécimen para asignarlo formalmente a una familia específica de saurópodos. Podría incluso pertenecer a un género o especie ya conocidos de saurópodo, lo cual dejaría al nombre Ultrasaurus como sinónimo más moderno.
El Ultrasaurus vivió entre 110 a 100 millones de años atrás, durante el Aptiense y Albiense al principio del Cretácico. Es conocido solo a través de un par de fósiles correspondiente a un húmero y algunas vértebras.